# Girl (Lied)
Girl (englisch für: Mädchen) ist ein Lied der britischen Band The Beatles aus dem Jahr 1965. Komponiert wurde es größtenteils von John Lennon, steht aber unter dem Copyright Lennon/McCartney.

## Hintergrund
In Girl beschreibt Lennon ein Mädchen, das Männern den Kopf verdreht. Musikalisch erinnert das Lied an die McCartney-Komposition Michelle. Paul McCartney, der die Coda am Ende des Liedes beisteuerte, ließ sich hierzu von der Titelmelodie des Spielfilms Alexis Sorbas inspirieren. Die Vorliebe der Gruppe für Anspielungen erstreckte sich auch auf den Hintergrundgesang, in dem Lennon und McCartney wiederholt das Wort ‚Tit‘ sangen. Paul McCartney sagte dazu: „Die Beach Boys hatten einen Song raus, bei dem sie ‚la la la la‘ gemacht hatten, und wir liebten die Unschuld daran und wollten es kopieren, aber nicht den gleichen Ausdruck verwenden. Also schauten wir uns nach einem anderen Satz um, also war es ‚dit dit dit dit‘, den wir in unserer schelmischen Art in ‚tit tit tit tit‘ änderten, was praktisch nicht von ‚dit dit dit dit dit‘ zu unterscheiden ist. Und es hat uns zum Lachen gebracht.“

## Aufnahme
Am 11. November 1965 mussten die Beatles die Arbeiten an dem Album Rubber Soul abschließen, damit es noch rechtzeitig zum Weihnachtsgeschäft 1965 erscheinen konnte. An diesem Tag vervollständigten sie mehrere Lieder, und am Abend wurde Girl als letztes Lied für das Album aufgenommen. Die Aufnahmen fanden in den Londoner Abbey Road Studios statt. Produziert wurde das Lied von George Martin, dem Norman Smith assistierte. Die Beatles nahmen zwei Takes von Girl auf. Anschließend wurden Gesang und Sologitarre im Overdub-Verfahren hinzugefügt. George Harrison spielte auch ein verzerrtes Gitarrensolo ein, das allerdings bei der finalen Abmischung nicht berücksichtigt wurde.
Die Abmischungen des Liedes erfolgten am 11. November 1965 in Mono und in Stereo. Es erfolgten zwei weitere Stereoabmischungen, die erste erfolgte in 1977, bei der der Gesang mittig gesetzt wurde. Eine zweite Neuabmischung erfolgte 1986 von George Martin.
Besetzung
- John Lennon: Akustikgitarre, Gesang
- Paul McCartney: Bass, Hintergrundgesang
- George Harrison: Akustikgitarre
- Ringo Starr: Schlagzeug

## Veröffentlichungen
- Am 7. Dezember 1965 erschien in Deutschland das zehnte Beatles-Album Rubber Soul, auf dem Girl enthalten ist. In Großbritannien wurde das Album schon am 3. Dezember 1965 veröffentlicht, dort war es das sechste Beatles-Album. Als Single wurde das Lied nicht ausgekoppelt.
- Am 6. April 1973 erschien das Kompilationsalbum 1962–1966, auf dem sich auch Girl befindet.
- Am 21. Oktober 1977 erschien Girl auch auf dem Kompilationsalbum Love Songs.
- Im Februar 2011 erschien exklusiv auf iTunes ein Mashup aus Girl, And I Love Her und Being for the Benefit of Mr. Kite!.
- Am 10. November 2023 wurde das Kompilationsalbum 1962–1966 erneut wiederveröffentlicht. Auf diesem befindet sich Girl in einer von Giles Martin und Sam Okell 2023 neu abgemischten Version.

## Coverversionen
Coverversionen veröffentlichten unter anderem Dalida (auf Italienisch), Jim Sturgess, Tiny Tim, Joe Jackson und Chris de Burgh.